# Кутуйка
Кутуйка — упразднённый в 1986 году посёлок Узянского сельсовета Белорецкого района Башкирской АССР.

## История
В 1952 году — МТФ Кутуйка, входящая в Узянский сельсовет.
Исключён поселок из учётных данных Указом Президиума ВС Башкирской АССР от 12.12.1986 № 6-2/396 «Об исключении из учётных данных некоторых населенных пунктов»).

## География
Абсолютная высота 456 метров над уровня моря
.
Географическое положение
Расстояние до:
- центра сельсовета (Узян): 12 км.
- районного центра (Белорецк): 60 км,
- железнодорожной станции (Белорецк): 59 км.

## Инфраструктура
Было развито сельское хозяйство.

## Транспорт
В 1952 году ферма Кутуйка в 24 км от железнодорожной станции Серменево Белорецкой узкоколейной железной дороги.